# Laguna Karavasta
Laguna Karavasta (albansko Laguna e Karavastasë) je največja laguna v Albaniji in ena največjih v Sredozemlju. Leži ob Jadranskem morju, od katerega jo ločuje ozka z gozdom porasla sipina, med izlivoma rek Škumbin in Seman. V bližini lagune stoji mestece Divjaka, okoli 20 kilometrov pa je oddaljeno mesto Lushnja. Laguna zavzema površino 42 km², njena dolžina znaša 15,4 km in širina 4,1 km. Globoka je do 1,3 metra.
Laguna je del večjega mokrišča, sestavljenega iz več lagun (Karavasta, Godulla, Spiaxho), sipin in rečnega ustja. Kanala Tërbufi in Myzeqe severno in južno od lagune, ki sta bila v 1980. letih zgrajena za namakanje in odvodnjavanje okoliških zemljišč, sta znatno zmanjšala povodje lagune. Del okolice poraščajo bori, med katerimi prevladuje alepski bor (Pinus halepensis), del pa je kmetijsko obdelan. V laguni je bilo opaženih okoli 250 vrst ptic, od tega okoli 15 globalno ogroženih vrst. Znana je kot gnezdišče kodrastega ali dalmatinskega pelikana (Pelecanus crispus), katerega 5 % populacije živi v Karavasti.
Laguna z okoliškimi ekosistemi je od leta 1995 zaščitena kot ramsarsko mokrišče mednarodnega pomena. Organizacija BirdLife International jo je prepoznala kot mednarodno pomembno območje za ptice. Leta 2007 je bilo področje v velikosti 22 230 hektarov razglašeno za Narodni park Divjaka-Karavasta.